# El Saüc
El Saüc és una antiga masia del municipi d'Aiguafreda, actualment està en estat ruïnós. És documentada per primera vegada l'any 1403, com a propietat dels senyors d'Aiguafreda.
La masia consta d'una planta sensiblement rectangular amb edificacions auxiliars agrupades a l'entorn d'un pati. Únicament es conserven parts de mur de paredat comú i pedres cantoneres. També es conserva algun element de pedra emmarcant les poques obertures essent de destacar les restes d'una porta dovellada. Tenia fins a tres plantes. Altres elements destacats del conjunt són un forn i una gran pica on s'hi rentava la vaixella.
Està situada vora la pista que va d'Aiguafreda de Dalt al Castell de Cruïlles, molt a prop de l'ecogranja Salgot i la font del Saüc.